# ستانلي سميث (دراج)
ستانلي سميث (بالإنجليزية: Stanley Smith)‏ هو دراج باربادوسي، ولد في 20 أغسطس 1952.

## وصلات خارجية
- ستانلي سميث على موقع أرشيف الدراجات (الإنجليزية)
- ستانلي سميث على موقع أوليمبيديا (الإنجليزية)